# 韦尔-土伦
韦尔-土伦（法語：Vert-Toulon，法語發音：[vɛʁ tulɔ̃]）是法国马恩省的一个市镇，位于该省中部偏西南，属于香槟沙隆区。该市镇于1973年由原市镇韦尔-拉格拉韦勒（Vert-la-Gravelle）和土伦拉蒙塔涅（Toulon-la-Montagne）合并而成。

## 地理
韦尔-土伦（48°50'39"N, 3°54'42"E）面积22.04 平方千米，位于法国大東部大區马恩省，该省份为法国东北部内陆省份，北起阿登省，西北接埃纳省，西南接塞纳-马恩省，南至奥布省，东南接上马恩省，东临默兹省。
与韦尔-土伦接壤的市镇（或旧市镇、城区）包括：巴讷、博奈、大布鲁西、夸扎尔-若什、瓦勒德马赖、孔日、埃托日、埃特雷希、费尔布里扬日、日夫里莱卢瓦西、布里地区卢瓦西。
韦尔-土伦的时区为UTC+01:00、UTC+02:00（夏令时）。

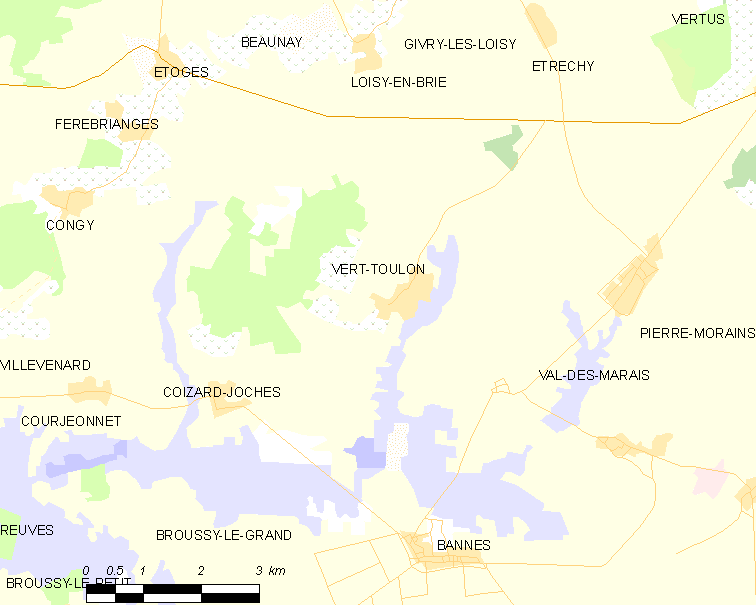
韦尔-土伦的OSM定位图

## 行政
韦尔-土伦的邮政编码为51130，INSEE市镇编码为51611。

## 政治
韦尔-土伦所属的省级选区为韦尔蒂-香槟平原县。

## 交通
马恩省省道D18线和D45线在市中心交汇。

## 人口

1962-2008年间韦尔-土伦人口变化图示

韦尔-土伦于2022年1月1日时的人口数量为285人。